# Varese Football Club 1966-1967
Questa pagina raccoglie i dati riguardanti il Varese Football Club 1910 nelle competizioni ufficiali della stagione 1966-1967.

## Stagione
Nella stagione 1966-1967 il Varese disputa il campionato di Serie B, un torneo cadetto che prevede due promozioni e quattro retrocessioni, con 51 punti il Varese si piazza al secondo posto della classifica ed ottiene l'immediato ritorno in Serie A con la Sampdoria che vince il torneo con 54 punti. Scendono in Serie C il Savona, l'Arezzo, l'Alessandria e la Salernitana.
La squadra varesina da poco retrocessa,  viene affidata all'allenatore Pietro Magni. In questa stagione per la prima volta sono previste solo due promozioni nel torneo cadetto, e riescono ad ottenerla due squadre appena retrocesse dalla Serie A, la Sampdoria ed il Varese che hanno dominato il torneo, concluso rispettivamente con 12 e 9 punti di vantaggio sulle terze classificate. Partenza lanciata con cinque vittorie di fila, l'andata si chiude in testa con 27 punti, anche il ritorno una passerella verso la Serie A. Un terzetto di attaccanti biancorossi sugli scudi, autori di 28 delle 41 reti varesine, Lamberto Leonardi con 11 reti, Antonio Renna con 10 marcature e Pietro Anastasi con 7 centri. In Coppa Italia il Varese supera l'Atalanta al primo turno, la Reggiana al secondo turno, poi viene eliminato al terzo turno dal Padova.

## Organigramma societario
Area direttiva
- Commissario: Giovanni Borghi

Area tecnica
- Allenatore: Piero Magni

Area sanitaria
- Medico sociale: Dott. Mario Ceriani
- Massaggiatore: Andrea Piu

## Rosa
| N. |                   | Ruolo | Calciatore            |
| -- | ----------------- | ----- | --------------------- |
|    | Italia (bandiera) | P     | Mario Da Pozzo        |
|    | Italia (bandiera) | P     | Enzo Molteni          |
|    | Italia (bandiera) | D     | Ambrogio Borghi       |
|    | Italia (bandiera) | D     | Pietro Maroso         |
|    | Italia (bandiera) | D     | Riccardo Sogliano     |
|    | Italia (bandiera) | C     | Franco Magnaghi       |
|    | Italia (bandiera) | C     | Franco Cresci         |
|    | Italia (bandiera) | C     | Luigi Villa           |
|    | Italia (bandiera) | C     | Giorgio Dellagiovanna |
|    | Italia (bandiera) | C     | Vincenzo Gasperi      |

| N. |                   | Ruolo | Calciatore        |
| -- | ----------------- | ----- | ----------------- |
|    | Italia (bandiera) | C     | Bruno Gioia       |
|    | Italia (bandiera) | C     | Mario Cipollato   |
|    | Italia (bandiera) | C     | Piero Cucchi      |
|    | Italia (bandiera) | C     | Antonio Renna     |
|    | Italia (bandiera) | A     | Tiziano Stevan    |
|    | Italia (bandiera) | A     | Lamberto Leonardi |
|    | Italia (bandiera) | A     | Pietro Anastasi   |
|    | Italia (bandiera) | A     | Paolo Ferrario    |
|    | Italia (bandiera) | A     | Aldo Strada       |

## Risultati

### Serie B

#### Girone di andata
| Arbitro: | Giunti (Arezzo) |

|                                         |           |  |
| Gioia 50’ Renna 53’ (rig.) Leonardi 74’ | Marcatori |  |

| Arbitro: | Marchiori (Padova) |

|  |           |              |
|  | Marcatori | 59’ Anastasi |

| Arbitro: | Francescon (Padova) |

|              |           |  |
| Leonardi 54’ | Marcatori |  |

| Arbitro: | Picasso (Chiavari) |

|                                 |           |  |
| Lorenzini 37’ (aut.) Cucchi 87’ | Marcatori |  |

| Arbitro: | Camozzi (Ascoli Piceno) |

|  |           |                     |
|  | Marcatori | 52’ Renna 83’ Gioia |

| Arbitro: | Palazzo (Palermo) |

|  |           |               |
|  | Marcatori | 19’ Carminati |

| Verona 23 ottobre 1966 7ª giornata | Verona          | 0 – 0 | Varese | Stadio Marcantonio Bentegodi\| Arbitro: \| Acernese (Roma) \| |
| Arbitro:                           | Acernese (Roma) |       |        |                                                               |

| Arbitro: | Possagno (Treviso) |

|                                      |           |             |
| Sbano 29’ (aut.) Leonardi 33’ (rig.) | Marcatori | 38’ Rigotto |

| Arbitro: | Giunti (Arezzo) |

|  |           |                                     |
|  | Marcatori | 67’, 84’ (rig.) Leonardi 88’ Stevan |

| Varese 13 novembre 1966 10ª giornata | Varese           | 0 – 0 | Sampdoria | Stadio Franco Ossola\| Arbitro: \| Di Tonno (Lecce) \| |
| Arbitro:                             | Di Tonno (Lecce) |       |           |                                                        |

| Arbitro: | Palazzo (Palermo) |

|                                     |           |              |
| Cresci 2’ (aut.) Carrera 77’ (rig.) | Marcatori | 61’ Anastasi |

| Palermo 4 dicembre 1966 12ª giornata | Palermo           | 0 – 0 | Varese | Stadio Comunale\| Arbitro: \| D'Agostini (Roma) \| |
| Arbitro:                             | D'Agostini (Roma) |       |        |                                                    |

| Arbitro: | Possagno (Treviso) |

|              |           |  |
| Anastasi 39’ | Marcatori |  |

| Arbitro: | Lo Bello (Siracusa) |

|                         |           |  |
| Taccola 70’ Gallina 80’ | Marcatori |  |

| Arbitro: | Ghirardello (Merano) |

|                               |           |  |
| Gioia 19’ Anastasi 34’ (rig.) | Marcatori |  |

| Arbitro: | Biagi (Padova) |

|  |           |              |
|  | Marcatori | 74’ Leonardi |

| Arbitro: | Barbaresco (Cormons) |

|           |           |              |
| Gioia 62’ | Marcatori | 64’ Flaborea |

| Arbitro: | Fiduccia (Marsala) |

|              |           |  |
| Leonardi 29’ | Marcatori |  |

| Arbitro: | Canova (Bologna) |

|                  |           |              |
| Pesce 48’ (rig.) | Marcatori | 38’ Anastasi |

#### Girone di ritorno
| Arbitro: | Bernardis (Trieste) |

|                           |           |                                      |
| Console 7’ Di Stefano 35’ | Marcatori | 60’ (aut.) Aguzzoli 53’ (rig.) Renna |

| Arbitro: | Bigi (Padova) |

|                     |           |               |
| Gioia 70’ Renna 80’ | Marcatori | 27’ Gilardoni |

| Catania 19 febbraio 1967 22ª giornata | Catania            | 0 – 0 | Varese | Stadio Cibali\| Arbitro: \| Marchiori (Padova) \| |
| Arbitro:                              | Marchiori (Padova) |       |        |                                                   |

| Arbitro: | Genel (Trieste) |

|                 |           |            |
| Vitali 43’, 56’ | Marcatori | 42’ Cucchi |

| Varese 5 marzo 1967 24ª giornata | Varese          | 0 – 0 | Novara | Stadio Franco Ossola\| Arbitro: \| Giunti (Arezzo) \| |
| Arbitro:                         | Giunti (Arezzo) |       |        |                                                       |

| Arbitro: | Varazzani (Parma) |

|  |           |                               |
|  | Marcatori | 44’ (rig.) Renna 71’ Leonardi |

| Arbitro: | Vitullo (Roma) |

|                            |           |           |
| Renna 5’, 53’ Leonardi 28’ | Marcatori | 21’ Golin |

| Arbitro: | Sbardella (Roma) |

|            |           |               |
| Camozzi 9’ | Marcatori | 45’ Cipollato |

| Arbitro: | Pontini (Ferrara) |

|                     |           |  |
| Ragonesi 53’ (aut.) | Marcatori |  |

| Arbitro: | Angonese (Mestre) |

|                          |           |  |
| Vieri 7’ Francesconi 74’ | Marcatori |  |

| Arbitro: | Bigi (Padova) |

|                                     |           |  |
| Agroppi 33’ (aut.) Renna 45’ (rig.) | Marcatori |  |

| Arbitro: | Marchiori (Padova) |

|                                 |           |                   |
| Cipollato 16’ Dellagiovanna 62’ | Marcatori | 17’ S. Bercellino |

| Livorno 7 maggio 1967 32ª giornata | Livorno             | 0 – 0 | Varese | Stadio Comunale\| Arbitro: \| Bernardis (Trieste) \| |
| Arbitro:                           | Bernardis (Trieste) |       |        |                                                      |

| Arbitro: | Possagno (Treviso) |

|                  |           |            |
| Renna 89’ (rig.) | Marcatori | 65’ Rivara |

| Arbitro: | Vitullo (Roma) |

|  |           |                           |
|  | Marcatori | 33’ Leonardi 47’ Anastasi |

| Varese 28 maggio 1967 35ª giornata | Varese           | 0 – 0 | Pisa | Stadio Franco Ossola\| Arbitro: \| Gonella (Torino) \| |
| Arbitro:                           | Gonella (Torino) |       |      |                                                        |

| Arezzo 4 giugno 1967 36ª giornata | Arezzo           | 0 – 0 | Varese | Stadio Comunale\| Arbitro: \| Di Tonno (Lecce) \| |
| Arbitro:                          | Di Tonno (Lecce) |       |        |                                                   |

| Arbitro: | Nencioni (Roma) |

|                         |           |           |
| Fogar 26’ D. Crippa 77’ | Marcatori | 57’ Renna |

| Arbitro: | Sabattini (Finale Emilia) |

|                         |           |  |
| Cucchi 21’ Leonardi 40’ | Marcatori |  |

## Coppa Italia
| Arbitro: | Vacchini (Milano) |

|                                               |           |           |
| Gioia 8’ Leonardi 15’ Stevan 58’ Anastasi 70’ | Marcatori | 84’ Milan |

| Arbitro: | Enzo Barbaresco (Cormons) |

|  |                      |  |
|  | Tiri di rigore 7 – 6 |  |

| Arbitro: | Fiduccia (Marsala) |

|                           |           |  |
| Novelli 2’ Bigon 14’, 22’ | Marcatori |  |

## Statistiche

### Statistiche di squadra
| Competizione | Punti | In casa | In casa | In casa | In casa | In casa | In casa | In trasferta | In trasferta | In trasferta | In trasferta | In trasferta | In trasferta | Totale | Totale | Totale | Totale | Totale | Totale | DR  |
| Competizione | Punti | G       | V       | N       | P       | Gf      | Gs      | G            | V            | N            | P            | Gf           | Gs           | G      | V      | N      | P      | Gf     | Gs     | DR  |
| ------------ | ----- | ------- | ------- | ------- | ------- | ------- | ------- | ------------ | ------------ | ------------ | ------------ | ------------ | ------------ | ------ | ------ | ------ | ------ | ------ | ------ | --- |
| Serie B      | 51    | 19      | 13      | 5       | 1       | 26      | 7       | 19           | 6            | 8            | 5            | 18           | 14           | 38     | 19     | 13     | 6      | 44     | 21     | +23 |
| Coppa Italia |       | 2       | 1       | 1       | 0       | 5       | 2       | 1            | 0            | 0            | 1            | 0            | 3            | 3      | 1      | 1      | 1      | 5      | 5      | 0   |
| Totale       |       | 21      | 14      | 6       | 1       | 31      | 9       | 20           | 6            | 8            | 6            | 18           | 17           | 41     | 20     | 14     | 7      | 49     | 26     | +23 |

### Statistiche dei giocatori
| Giocatore        | Serie B  | Serie B | Coppa Italia | Coppa Italia | Totale   | Totale |
| Giocatore        | Presenze | Reti    | Presenze     | Reti         | Presenze | Reti   |
| ---------------- | -------- | ------- | ------------ | ------------ | -------- | ------ |
| P. Anastasi      | 37       | 6       | ?            | ?            | 37+      | 6+     |
| A. Borghi        | 1        | 0       | ?            | ?            | 1+       | 0+     |
| M. Cipollato     | 5        | 2       | ?            | ?            | 5+       | 2+     |
| F. Cresci        | 38       | 0       | ?            | ?            | 38+      | 0+     |
| P. Cucchi        | 36       | 3       | ?            | ?            | 36+      | 3+     |
| G. Dellagiovanna | 34       | 1       | ?            | ?            | 34+      | 1+     |
| M. Da Pozzo      | 38       | -21     | ?            | ?            | 38+      | -21+   |
| P. Ferrario      | 8        | 1       | ?            | ?            | 8+       | 1+     |
| V. Gasperi       | 30       | 0       | ?            | ?            | 30+      | 0+     |
| B. Gioia         | 31       | 2       | ?            | ?            | 31+      | 2+     |
| L. Leonardi      | 33       | 11      | ?            | ?            | 33+      | 11+    |
| F. Magnaghi      | 11       | 0       | ?            | ?            | 11+      | 0+     |
| P. Maroso        | 38       | 0       | ?            | ?            | 38+      | 0+     |
| E. Molteni       | 0        | 0       | ?            | ?            | 0+       | 0+     |
| A. Renna         | 30       | 10      | ?            | ?            | 30+      | 10+    |
| R. Sogliano      | 34       | 0       | ?            | ?            | 34+      | 0+     |
| T. Stevan        | 7        | 1       | ?            | ?            | 7+       | 1+     |
| A. Strada        | 5        | 0       | ?            | ?            | 5+       | 0+     |
| L. Villa         | 6        | 0       | ?            | ?            | 6+       | 0+     |
| A. Volpato       | 18       | 1       | ?            | ?            | 18+      | 1+     |